# Groot Schietveld
Het Groot Schietveld is een natuurgebied in de gemeenten Brasschaat, Brecht en Wuustwezel, in de Antwerpse Noorderkempen in het noorden van de provincie Antwerpen. Het gebied is militair domein en wordt actief gebruikt als oefenterrein voor de artillerie. De bossen en natuurwaarden worden beheerd door het Agentschap voor Natuur en Bos.
Het Groot Schietveld is 1571 ha groot en daarmee, op de Kalmthoutse Heide na, het grootste natuurgebied in de provincie. Het bestaat uit een grote, aaneengesloten oppervlakte droge en vochtige heide, vennen en hooilanden omringd door een gordel van bossen. In 1988 werd het gebied Europees beschermd als onderdeel van vogelrichtlijngebied 'Groot Schietveld, De Maatjes, Wuustwezelheide' (BE2101437) , en in 2002 ook als onderdeel van habitatrichtlijngebied 'Klein en Groot Schietveld' (BE210016), omwille van zijn specifieke heidebiotopen en de aanwezigheid van de meervleermuis en de kamsalamander.
Het reservaat is belangrijk om zijn grote natuurlijke soortenrijkdom. Vooral planten van de vochtige heide, zoals heideorchis, veenorchis, klokjesgentiaan en ronde zonnedauw zijn er nog te vinden. Ook voor insecten is het gebied interessant. Zo worden er meer dan 30 soorten dagvlinders, waaronder het gentiaanblauwtje, aangetroffen.
Maar het Groot Schietveld is vooral bekend om zijn grote adderpopulatie, die tot de belangrijkste van Noordwest-Europa behoort, en om de meer dan 100 soorten broedvogels, waaronder de wespendief en de nachtzwaluw. In 2017 werden zeven verschillende Slangenarenden foeragerend aangetroffen op 20 augustus.
Het Groot Schietveld is opgenomen op de lijst van vogelrichtlijngebieden en is een van de militaire terreinen die onder het soort- en habitatbeschermingsproject DANAH vallen.
Het natuurgebied was wegens zijn gebruik als militair oefenterrein slechts beperkt toegankelijk voor het publiek via twee doorlopende wegen tussen Gooreind en Overbroek. Na enkele incidenten met onvoorzichtige bezoekers is in 2021 besloten de toegang tot het volledige gebied te verbieden. In juli 2023 werd een illegale rave georganiseerd op het Groot Schietveld; na twaalf uur werd de rave ontruimd door de politie.

## Situering
Het Groot Schietveld ligt in de Antwerpse Noorderkempen op het grondgebied van de gemeentes Brasschaat, Brecht en Wuustwezel.
Het gebied is praktisch volledig omgeven door landbouwgebied, naaldbossen en woonzones. Het dichtstbijzijnde natuurgebied is het Klein Schietveld in Brasschaat, een soortgelijk natuurgebied op enkele kilometers naar het westen en ervan gescheiden door een beboste woonzone. Enkele kilometers naar het zuiden liggen de bosgebieden van Park De Mik, De Inslag en Sanatorium De Mik en van het OCMW Antwerpen.

## Geschiedenis
Het Groot Schietveld vormt samen met het Klein Schietveld (Brasschaat) en de Kalmthoutse Heide (Kalmthout) het restant van het oorspronkelijke Kempense heidelandschap dat tot enkele eeuwen geleden het noorden van de provincie Antwerpen domineerde. Stuk voor stuk zijn deze gebieden omgezet tot landbouwgrond of tot productie-naaldbossen.
Dat het Klein en het Groot Schietveld dat lot niet hebben ondergaan is te danken aan Willem I der Nederlanden. Rond 1820 heerst er onrust in de zuidelijke Nederlanden. Daarom worden er troepen gestationeerd in de Citadel van Antwerpen. Als oefenterrein krijgen zij de Brasschaatse Heide toegewezen, op de huidige locatie van het Klein Schietveld. Het Kamp van Brasschaat is geboren.
Bij de onafhankelijkheid van België in 1830 wordt het kamp en het oefenterrein overgenomen door het jonge Belgische leger. Aanvankelijk worden de gronden gehuurd tot ze in 1852 aangekocht worden door de Belgische staat. Daarmee staat de weg open om ook een kazerne te bouwen. Al snel wordt het Klein Schietveld echter te klein voor het toenemende bereik van de kanonnen, en in 1893 wordt oostelijk een nieuw stuk heide aangekocht, dat de naam Groot Schietveld krijgt. Ook daar wordt op het grondgebied van Brasschaat een kazerne gebouwd.
In de twintigste eeuw wordt het gebied door het Belgisch leger en nadien door het Centrum voor Studie en Proefneming gebruikt voor het testen van en oefenen met allerlei wapentuig. Er zijn verschillende schietstanden, tribunes en doelzones, en tientallen wrakken van tanks en andere legervoertuigen liggen als doelwit verspreid over het terrein.

### Brand
Op 23 april 2021 om 9 uur 's ochtends ontstond een brand bij een schietoefening van het leger. Tegen het einde van de dag stond er al een gebied van 500 hectare in brand.
Om het vuur onder controle te krijgen werden ruim 180 manschappen, waaronder gespecialiseerde teams uit Limburg, en materieel, waaronder enkele bulldozers, drie blushelikopters en een 4x4-ambulance, ingezet. De provinciale fase van het nood- en interventieplan werd afgekondigd en de hulp van Nederland werd ook ingeroepen.
Omstreeks 17u werd een wijk met ongeveer 400 woningen en een camping waar naar schatting 240 mensen aanwezig waren geëvacueerd. De rookpluim, die rookhinder met zich meebracht, hing tot ver voorbij Antwerpen, was te ruiken tot in Dendermonde en het fijn stof bereikte Rijsel. Heel de provincie Antwerpen kreeg een melding via BE-Alert om indien nodig ramen en deuren te sluiten. Vooral in de stad Antwerpen hing smog.
De volgende ochtend bleek de omvang toch groter te zijn dan gedacht; men dacht dat het eerder richting 1000 hectare ging. De blushelikopters werden opnieuw ingezet. De bewoners van de ontruimde wijk mochten pas in de late namiddag naar huis. In de loop van de dag schatte men dat er een gebied van 700 hectare in de as gelegd werd.
Er was verontwaardiging bij omwonenden, de burgemeester van Brecht en landbouwers. Die laatsten waren boos omdat zij zich aan strenge regels moeten houden, maar militairen de natuur schijnbaar zomaar mogen kapotschieten. Onderzoek van VRT NWS wees uit dat brandjes daar niet uitzonderlijk zijn, maar dat ze meestal beperkt blijven. Tijdens deze schietoefening werd de brandweerwagen van het oefenterrein echter hersteld en bovendien was iedereen die de wagen kon bedienen met pensioen. Ook de blushelikopters waren niet in orde: helikopters waarover defensie beschikt waren te duur om te gebruiken en bluszakken die in 2015 werden aangekocht bleken niet compatibel. Daarom werd er aan Nederland gevraagd om met twee Chinooks te komen helpen. Defensie bood excuses aan en beloofde een onderzoek.

## Geografie en geologie
Het Groot Schietveld is een langgerekt driehoekig terrein, noordoost-zuidwest gericht, met een grootste lengte van 9,75 km en een grootste breedte van 2,55 km.
Het gebied ligt schrijlings op de waterkering tussen de bekkens van Schelde en Maas. De grootste hoogte is 27 m boven zeeniveau, de laagste 18 m. Het terrein helt zowel naar het zuidwesten als naar het noordoosten af. Naar het noorden lopen afhellende, ondiepe kleiafzettingen van de Formatie van de Kempen (Kwartair), die invloed hebben op zowel het oppervlakte- als op het grondwater.
Daardoor watert ongeveer driekwart van het terrein af naar de noordelijk gelegen Aa of Weerijsbeek, een beek die deel uitmaakt van het Maasbekken. In het oosten gebeurt dat via de Schaapsdijkbeek, die parallel met de bosrand naar het noorden loopt. In het westelijke deel is dat via Het Moerke, een klein beekje dat tot een tiental jaren geleden het middelpunt vormde van een prachtig beekdal met moerassige heide en veenmosvegetaties. In deze beekdalen komt het grondwater als kwel terug tevoorschijn
Tientallen vennen, verspreid over het terrein, wijzen op ondoordringbare lagen in de bodem. Die bestaat voor het grootste deel uit dekzand, zandgrond met een ijzerrijke B-horizont, ondoordringbaar voor water. Het is meestal kalkarm, onvruchtbaar zand, typisch voor de Antwerpse Noorderkempen.
Op het terrein zijn nog restanten van lage duinen te zien, maar de meeste ervan zijn nu bebost.